# Бутален затвор
Бутален затвор е механизъм в артилерийското оръдие, който осигурява отварянето и затварянето на канала на ствола благодарение на зацепването на резбата на буталото и нарязаната част на казенния срез на ствола. В зависимост от конструкцията на буталото буталните затвори се разделят на цилиндрични, с непрекъсната или секторна нарезка и конични. В зависимост от движението на буталото при отварянето буталните затвори се делят на еднотактови, двутактови и тритактови.

## Конструкция на буталния затвор
Механизмът на буталния затвор се състои от рамка на затвора, бутало, ръкохватка на затвора, ос на ръкохватката на затвора и лост. Оста съединява рамата на затвора със ствола, лостът върти буталото при отварянето и затварянето на затвора. В затворено положение буталото се съединява с казенника с помощта на зацепване на резбата по неговата външна повърхност с резбата върху повърхността на буталното гнездо. Съвременните бутални затвори, като правило, имат цилиндрично или конично бутало със секторна нарезка, където се редуват нарязани и гладки сектори. В миналото са използвани и бутала с непрекъсната нарязка. За удобство при ползване двутактовите затвори е необходимо, ъгълът на завъртане на ръкохватките да не надвишава 120°. За предотвратяване на произволното отваряне на затвора се използва зацепване на ръкохватката на затвора с рамата, а също така и на въведени в конструкцията специални стопори.
Към еднотактните бутални затвори се отнасят системите с цилиндрично бутало, които имат непрекъснато нарязване. Те допускат само гилзово зареждане. При двутактовите затвори отначало се придава въртящо движение на буталото за разцепването на нарязаните сектори на буталото и казенника, а при продължаване на въртенето рамата на затвора се оттегля от казенния срез на ствола и извлича буталото от гнездото. При затварянето на двутактовия затвор действието е по обратен ред. В тритактовите затвори буталото отначало се върти в рамата на затвора за разделянето на нарязаните сектори, след това той извършва праволинейно постъпателно движение, излиза от гнездото и в третия такт се отвежда настрани от казенника. Болшинството съвременни бутални затвори принадлежат към двутактовия тип.
Шведският инженер Аксел Уелин (на шведски: Axel Martin Welin) за първи път предлага своя ступенен-винтов затвор през 1890 г. Неговата конструкция се отличава с наличието на резба с два и повече диаметра. Което позволява да се направи буталото сравнително късо и леко, да се съкрати ъгълът на неговото завъртане около оста му, да се опрости излизането от казенника и отводът настрана (люлеенето), което положително се отнася към скоростта на затваряне и отваряне на канала на ствола. Конструкцията позволява да се съвмести в едно конструктивното удобство на „късото“ бутало и надеждността по отношение на обтюрацията на „дългото“.
След като получава отказ за производството му в неговата родина, патентът за този затвор от Уелин е закупен от фирмата „Викерс“, и затворът от този тип, оттогава, носи името на фирмата.

## Сравнение между буталния и клиновия затвори
В края на XIX – началото на XX век бутални затвори с различна конструкция широко се използват в болшинството артилерийски оръдия. Обаче с времето в по-голямата част от артилерийските системи малък и среден калибър започва да се използва клиновия затвор.
По сравнение с клиновите затвори, буталните изискват по-големи усилия и време за тяхното затваряне и отваряне, а следователно, осигуряват по-ниска скорострелност. Тяхното производство е по-сложно, по-продължително и по-скъпо, те в по-голяма степен са подложени на износване. Клиновите затвори са по-удобни за зареждане и са по-безопасни за разчета. В тях по-лесно и по-просто се използват механизми за полуавтоматика.
Заедно с това, буталните затвори са с по-леки, с по-малки размери и осигуряват по-надеждна обтурация. Теглото на казенника с буталов затвор също е по-малко. Освен това те, за разлика от клиновите, допускат картузно зареждане, макар през XIX век да се използват и клинови затвори, пригодни за картузно зареждане. Налягането на барутните газове в буталните затвори е разпределено по-равномерно и те в по-малка степен са подложени на деформация. Поради тези обстоятелства буталните затвори намират широко използване в артилерийските системи с голям калибър.

## Галерия
- Затвор на 76-мм оръдие образец 1902 година.
- Затворът на M777
- Затворът на 2С7 Пион
- Затворът на 122-мм гаубица обр. 1910/30
- Затворът на гаубицата SIAC